# 国楽FM放送
国楽FM放送（こくがくえふえむほうそう）は、大韓民国の伝統民俗音楽である「国楽」を専門に扱う公営FMラジオ放送局である。
韓国伝統の音楽“国楽”は韓国の歴史の中で育まれた無形財産であり、韓国人の生活や情緒が込められた精神世界を表している。
国楽放送は2001年3月、いつでもどこでも国楽を聴くことができる専門チャンネルとして誕生し、ソウル、京畿地域とナムウォン、珍島、ヘナム地域に放送されている公営放送。
日本ならびに英語圏地域においてはインターネットで、“国楽”の歴史や内容を紹介する国楽専門チャンネルとして、ウェブ放送サービスを提供。  
言論民主化が始まった1997年以降に政府機関の国立国楽院によって開局が準備され、2000年2月に放送事業体となる財団法人国楽放送が設立、2001年3月2日にソウル特別市・京畿道を対象に本放送を開始した。同年6月1日に全羅北道南原市の中継局が開局、2006年7月には国立南道国楽院がある全羅南道珍島郡でも放送を開始した。スタジオはソウル特別市瑞草区瑞草洞の国立国楽院・国楽博物館内に置いていたが、2007年2月に麻浦区上岩洞のデジタル・メディア・シティへ移転した。
日本支局は2008年10月設立。国内での普及活動と日本語版WEBサイトを通じてリアルタイムで放送している。

## 送信所・中継局一覧
- 親局：南山送信所（ソウル）
- 呼出符号（コールサイン）：HLQA-FM

| 放送局 | 送信所   | 周波数      | 空中線電力 |
| ------ | -------- | ----------- | ---------- |
| ソウル | 南山     | FM 99.1MHz  | 5kW        |
| 江陵   | 掛膀山   | FM 103.3MHz | 1kW        |
| 大田   | 大田     | FM 90.5MHz  | 1kW        |
| 永同   | 永同     | FM 99.3MHz  | 100W       |
| 忠州   | 忠州南山 | FM 101.7MHz | 300W       |
| 全州   | 弥勒山   | FM 95.3MHz  | 1kW        |
| 南原   | 蛟龍山   | FM 95.9MHz  | 1kW        |
| 光州   | 無等山   | FM 99.3MHz  | 1kW        |
| 珍島   | 大芚山   | FM 94.7MHz  | 500W       |
| 済州   | 漢拏山   | FM 91.3MHz  | 1kW        |
| 西帰浦 | 三梅峰   | FM 106.9MHz | 1kW        |
| 釜山   | 影島     | FM 98.5MHz  | 1kW        |
| 大邱   | -山      | FM 107.5MHz | 1kW        |
| 慶州   | 祷蔭山   | FM 107.9MHz | 3kW        |